# Demetrio I Poliorcete
Demetrio I (337 a.C. – 283 a.C.) è stato un sovrano macedone antico dal 294 a.C. fino alla morte.
Figlio di Antigono Monoftalmo e di Stratonice, apparteneva alla dinastia degli Antigonidi e fu il suo primo membro a regnare sulla Macedonia. Fu detto Poliorcete (in greco antico: Πολιορκητής?, Poliorkētḕs, "assediatore") a seguito dei molti assedi vittoriosi.

## Biografia
A ventidue anni il padre gli affidò la difesa della Siria contro Tolomeo. Demetrio fu da quest'ultimo sconfitto alla battaglia di Gaza, ma rimediò ben presto alla sconfitta ottenendo una vittoria presso Miunte. Nella primavera del 310, fu nuovamente sconfitto mentre tentava di espellere Seleuco da Babilonia; nell'autunno fu sconfitto anche Antigono. Come risultato di questa guerra, Antigono perse tutte le satrapie orientali del suo impero a vantaggio di Seleuco.
Dopo varie campagne contro Tolomeo lungo le coste della Cilicia e di Cipro, Demetrio salpò per Atene con una flotta di 250 navi. Liberò la città dall'influenza di Cassandro e Tolomeo, cacciò Demetrio Falereo che la reggeva come plenipotenziario di Cassandro, e assediò Munichia (307). Dopo queste vittorie, gli ateniesi lo venerarono come nume tutelare sotto il nome di σωτήρ (sōtḕr, "salvatore").
Nella campagna del 306 sconfisse Menelao, fratello di Tolomeo, nella battaglia di Salamina in Cipro, in cui annientò completamente il potere navale dell'Egitto (solo 8 navi su 200 riuscirono a fuggire). Demetrio completò la conquista di Cipro entro l'anno, catturando anche uno dei figli di Tolomeo. Dopo la vittoria, Antigono assunse il titolo di βασιλεύς (basilèus, "re") e lo conferì anche al figlio. Nel 305 Demetrio si dispose all'assedio dei rodii, che avevano disertato la sua causa; fu allora che guadagnò il soprannome di Poliorcete per l'ingegnosità dimostrata nel progettare nuove macchine d'assedio. Tra le sue innovazioni vi erano un ariete lungo 55 metri, azionato da 1000 uomini; e una torre d'assedio con ruote chiamata elepoli (ἑλέπολις helèpolis, "prenditrice di città"), alta 38 metri e larga 18, dal peso di 163 tonnellate.

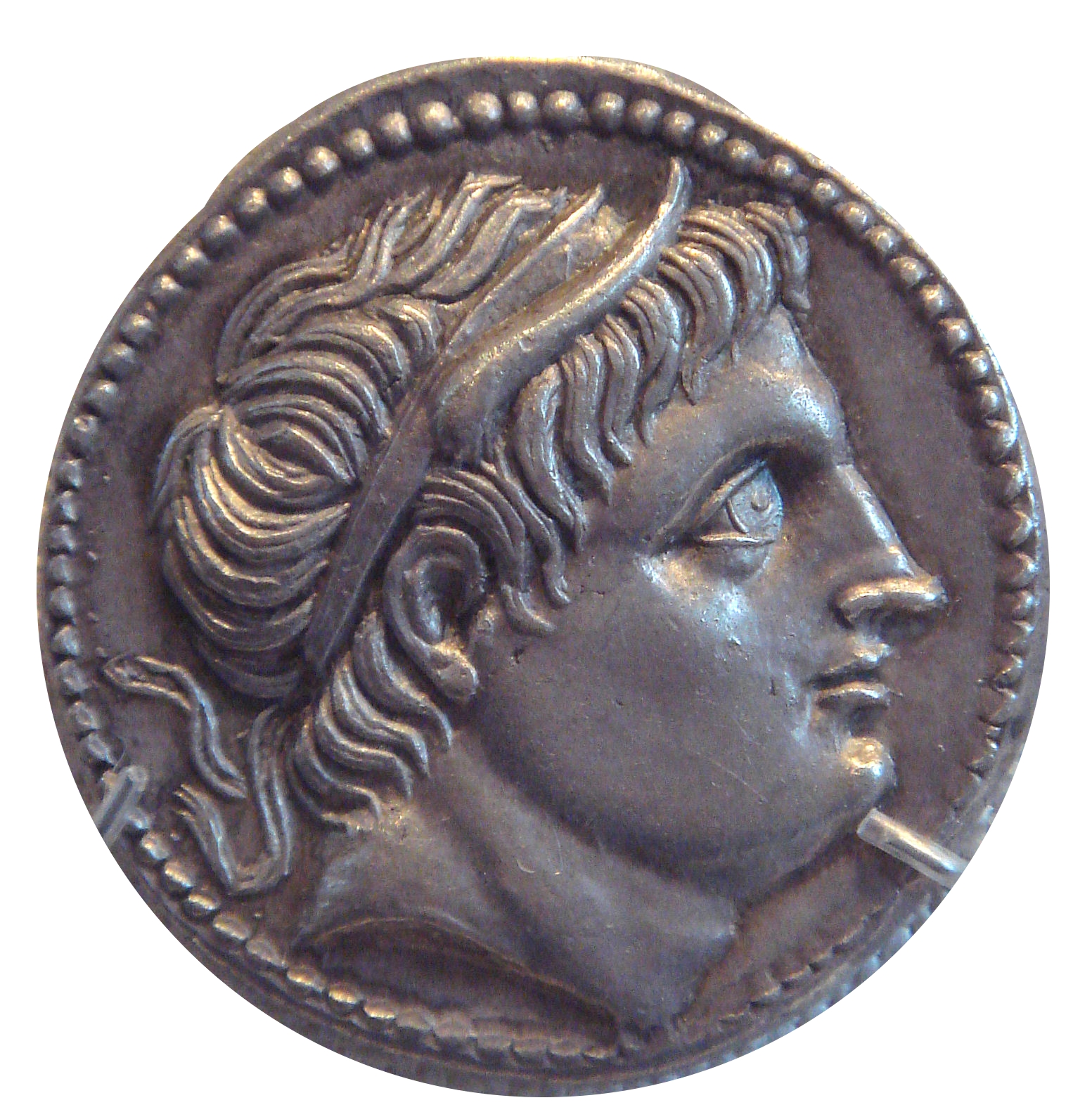
Tetradramma di Demetrio I Poliorcete

Nel 302 tornò una seconda volta in Grecia da liberatore e rifondò la lega di Corinto. Ma a causa della sua dissolutezza e stravaganza si alienò le simpatie degli ateniesi, che preferivano Cassandro. Uno dei suoi scandali era la passione nutrita per un fanciullo, Democle. Il giovane continuò a respingere le sue attenzioni, finché un giorno si trovò messo alle strette alle terme. Dal momento che non poteva sfuggire né resistere al suo corteggiatore, Democle tolse il coperchio dal calderone dell'acqua bollente e vi saltò dentro. Questa morte fu considerata onorevole per sé e la sua patria. In un'altra occasione, Demetrio annullò una multa di cinquanta talenti nei confronti di un cittadino in cambio dei favori del figlio di quest'ultimo, Cleeneto. Cercò anche le attenzioni di Lamia, una cortigiana greca. Richiese 250 talenti agli ateniesi; poi consegnò la somma a Lamia ed altre cortigiane affinché comprassero cosmetici.
Ancora una volta, contro Demetrio e suo padre si raccolse un'alleanza degli altri diadochi: Seleuco, Cassandro e Lisimaco. Gli eserciti si affrontarono alla battaglia di Ipso (301 a.C.), in Frigia. Antigono cadde combattendo sul campo, e Demetrio, dopo aver sofferto gravi perdite, si ritirò ad Efeso. Questo rovescio gli procurò molti nuovi nemici; gli ateniesi non vollero neanche farlo entrare in città. Ma poco dopo Demetrio si riconciliò con Seleuco, cui diede in sposa la figlia Stratonice. Entro questa data (296) Atene era oppressa dalla tirannia di Lacare, un leader popolare; ma dopo aver posto il blocco al Pireo, Demetrio guadagnò il possesso della città (294) e perdonò gli abitanti per la loro cattiva condotta del 301.

### Re di Macedonia
Nel 294 si impossessò del trono di Macedonia uccidendo Alessandro V, figlio di Cassandro. I beoti gli si ribellarono contro, ma Demetrio ne ebbe ragione prendendo Tebe nel 291. Nello stesso anno sposò Lanassa, ex-moglie di Pirro e figlia del basileus di Sicilia, Agatocle. La sua posizione come sovrano della Macedonia fu sotto costante minaccia da parte del re dell'Epiro, che approfittò delle sue assenze occasionali per mettere a sacco le regioni indifese del suo regno; alla lunga, un'alleanza tra Pirro, Tolomeo e Lisimaco, supportata da alcuni suoi sudditi, lo costrinse ad abbandonare la Macedonia nel 288 a.C.
Dopo aver invano assediato Atene, passò in Asia e attaccò alcuni dei possessi di Lisimaco con alterno successo. Gran parte del suo esercito fu distrutta da carestia e pestilenze, e Demetrio sollecitò aiuto e assistenza da parte di Seleuco. Ma prima che potesse raggiungere la Siria tra i due scoppiarono le ostilità; dopo aver inizialmente guadagnato posizioni a svantaggio del genero, Demetrio fu del tutto abbandonato dalle sue truppe sul campo e si arrese a Seleuco.
Suo figlio Antigono offrì tutti i suoi possedimenti e la sua stessa persona per riottenere la libertà del padre. Ma tutto fu inutile, e Demetrio morì dopo una prigionia di tre anni, nel 283 a.C. I suoi resti furono resi ad Antigono ed onorati con uno splendido funerale a Corinto.
I suoi successori rimasero sul trono macedone fino al tempo di Perseo, quando la Macedonia fu conquistata dai romani nel 168 a.C.

## Famiglia
Demetrio si sposò cinque volte ed ebbe numerosi discendenti:
- nel 321 a.C. sposò Fila, figlia del generale Antipatro; l'unione durò 33 anni e la coppia ebbe:
  - Antigono II Gonata
  - Stratonice (318 a.C. circa - 268 a.C. circa), andata sposa nel 301 a.C. al generale macedone Seleuco I, capostipite della dinastia seleucide;
- Euridice di Atene, vedova di Ofella, governatore di Cirene, dalla quale ebbe:
  - Corrabo;
- Deidamia I, figlia d'Eacide, re dei Molossi, dalla quale ebbe:
  - Alessandro;
- nel 287 a.C. Tolemaide, figlia di Tolomeo I Sotere, dalla quale ebbe:
  - Demetrio il Bello (in greco antico: Δημήτριος ὁ Καλός?, Demètrios ho Kalòs), re di Cirene, padre di Antigono III Dosone, re di Macedonia.
- Lanassa
- una donna illira dal nome sconosciuto, dalla quale ebbe:
  - Demetrio il Gracile (in greco antico: Δημήτριος ὁ Λεπτός?, Demètrios ho Leptòs),[7]

Inoltre, dall'etera Lamia ebbe la figlia Fila.